# ルーフナーマ
ルーフナーマ（Ruhnama、Rukhnama、「魂の書」、アラビア語の روح, rūḥ (ルーフ、魂) と、ペルシャ語の نامه, nāmeh (本) に由来する）とは、トルクメニスタンのサパルムラト・ニヤゾフが著述した哲学・歴史研究論文。トルクメニスタン国民の精神（ルーフナーマ）と位置づけられ、毎週金曜日はルーフナーマを読む日とされていた。
ルーフナーマは、国内の全学校で独立の教科として教育を義務付けられている。この本の内容の習得には、資格試験が必要とされる。現在までに、ロシア語、中国語、英語、トルコ語、日本語、ペルシャ語版を含む世界30カ国語で出版されている。その外、視覚障害者用の音声版、点字版も出版されている。2006年、ルーフナーマは、百万部を突破した。
2001年に第1巻出版。2004年、現代と未来の世代への遺訓を加えた第2巻が出版された。

## 批判
宇山智彦は『ルーフナーマ』について「『聖なる書』としてコーラン並みに扱われ、ニヤゾフ自身も預言者になぞらえられている。これはムハンマドを最終的かつ完全な預言者と考えるイスラームの教えと矛盾するので、国外のムスリムから批判されている」と指摘している。